# Nils Poppe
Nils Poppe (Malmö; 31 de mayo de 1908 - Helsingborg; 28 de junio de 2000) fue un actor, director y guionista sueco. Su papel más famoso e internacional fue su participación en El séptimo sello de Ingmar Bergman, pero en Suecia era sumamente conocido y participó en más de 50 películas de cine y televisión.
Sus inicios fueron en la década de los 30, pero posteriormente se especializó en la comedia, el musical y la revista, al ser un gran cantante y bailarín. En 1937, empezó su carrera cinematográfica y fue una de les estrellas de la comedia sueca de la década de los 40. Consecuentemente, Ingmar Bergman tomó la decisión de incluirlo en el reparto de El séptimo sello y que causó una gran sorpresa ya que convirtió a Poppe en un personaje compasivo y dulce. También participó en otra película de Bergman El ojo del diablo (Djävulens öga) (1960).
Después de un periodo de inactividad al principio de los 60, volvió al teatro en Helsingborg en 1966. A pesar de su acuerdo con la Sveriges Television, se las arregló para se conocido por sus obras de teatro en todo el país y también revitalizó su carrera. Se retiró de los escenarios a la edad de 85, todavía con capacidad de bailar, pero unos años más tarde sufrió de varios infartos que lo dejaron ciego, mudo e inmóvil. Finalmente, murió a la edad de 92 años.

## Vida privada
Nils Poppe se casó dos veces. Primero con la actriz de Inga Landgré (1949–1959), y después con la actriz Gunilla Poppe (née Sundberg) (1965–2000), 29 años más joven que él. Tuvo dos niños con cada una de ellas, de los cuales tres fueron también actores.
- Datos: Q1067321
- Multimedia: Nils Poppe / Q1067321